# Kastornoe
Kastornoe (in russo Касторное?) è un insediamento di tipo urbano della Russia europea, nell'oblast' di Kursk; è il centro amministrativo del distretto Kastorenskij.
Si trova sul fiume Olym (bacino del Don), 156 km a est di Kursk.